# Czaplowron białogrzbiety
Czaplowron białogrzbiety, ślepowron białogrzbiety (Calherodius leuconotus) – gatunek ptaka z rodziny czaplowatych (Ardeidae). Występuje w Afryce na południe od Sahary. Nie jest zagrożony wyginięciem.

## Taksonomia
Międzynarodowy Komitet Ornitologiczny (IOC) umieszcza czaplowrona białogrzbietego w rodzaju Gorsachius, natomiast na Kompletnej liście ptaków świata oraz wykorzystywanej przez IUCN liście ptaków świata opracowywanej przy współpracy BirdLife International z autorami Handbook of the Birds of the World (HBW) gatunek ten zaliczany jest do rodzaju Calherodius.
IOC uznaje czaplowrona białogrzbietego za gatunek monotypowy. Autorzy HBW wyróżniają dwa podgatunki:
- C. l. leuconotus (Wagler, 1827) – od Senegalu na wschód po południowo-zachodnią Nigerię.
- C. l. natalensis Roberts, 1933 – rozrzucone populacje od Kamerunu do wschodniego Sudanu, zachodniej Etiopii i północnej Angoli, oraz przez Demokratyczną Republikę Konga na wschód po Tanzanię i na południe po północną Botswanę i wschodnią RPA.

## Środowisko
Zamieszkuje gęste lasy, w pobliżu zbiorników i cieków wodnych, także na wyspach na dużych rzekach i jeziorach, także w lasach namorzynowych. Wydaje się, że jest ptakiem osiadłym, choć nie jest to ostatecznie stwierdzone.

## Morfologia
Średniej wielkości czapla o długości ciała 50–55 cm. U dorosłych ptaków głowa jest czarna, z charakterystycznym białym obramowaniem oczu. Kark jest czarny z charakterystyczną żółtą plamą od spodu. Podbródek jest biały, a szyja brązowa. Grzbiet jest ciemnobrązowy z białymi plamami, czasami niewidocznymi. Skrzydła są brązowe, ogon ciemnobrązowy. Młode ptaki są barwy ciemnobrązowej z licznymi plamami jaśniejszego koloru. Nie mają charakterystycznych plam koloru białego.

## Tryb życia
Osobniki dorosłe żerują głównie w nocy, spacerując wzdłuż zbiorników i cieków wodnych, lub stojąc w trzcinach. Jego dieta jest słabo poznana, prawdopodobnie zjada małe ryby, płazy, mięczaki, skorupiaki i owady.
Okres lęgowy zależy od obszaru występowania i występujących tam okresów wylewania rzek.

## Status
IUCN uznaje czaplowrona białogrzbietego za gatunek najmniejszej troski (LC, Least Concern) nieprzerwanie od 1988 roku. W 2018 roku organizacja Wetlands International szacowała liczebność światowej populacji na 25–100 tysięcy osobników. Trend liczebności populacji uznawany jest za spadkowy ze względu na utratę siedlisk.